# Captura do vapor Marquês de Olinda
A captura do vapor Marquês de Olinda foi uma ação naval paraguaia realizada no dia 12 de novembro de 1864, em Potrero-Poña, no rio Paraguai, que consistiu na captura do navio mercante brasileiro e de todos a bordo. Solano López ordenou o aprisionamento como forma de resposta à invasão brasileira do Uruguai, apesar de não haver qualquer declaração de guerra entre Paraguai e Brasil. No entanto, desde a época em que Carlos Antônio López governava o Paraguai, já havia discordância entre os países, ainda que de maneira pacífica, sobre questões territoriais e fronteiriças.
Com a ascensão de Solano López ao poder, estas discordâncias se tornaram mais agressivas, uma vez que este ampliou sua política externa, entendendo-se com líderes argentinos e uruguaios com o objetivo de facilitar seu acesso ao mar pelo rio da Prata. Apesar disso, não havia entre o Império e o Paraguai algo que justificasse alguma ação militar por parte dos envolvidos. Porém, com a Guerra do Uruguai em andamento, os uruguaios tentaram pressionar López para que ele os ajudasse contra os brasileiros, por enviarem agentes para persuadi-lo e também para colherem informações que fossem relevantes para a causa uruguaia.
Um dos agentes descobriu que o vapor brasileiro Marquês de Olinda levava o recém-nomeado presidente do Mato Grosso, além de armamentos e carga valiosa, e aconselhou López a tomar o navio. Era uma tentativa uruguaia de fazer com que os paraguaios agissem, a fim de distrair o Brasil de seu território. López seguiu este conselho e aprisionou-o no dia 12, antes de ele atravessar a fronteira paraguaia. Todos os passageiros, tripulantes e oficiais brasileiros foram encarcerados, e a maioria destes últimos morreram por tortura, fome e falta de cuidados médicos. Apenas dois oficiais sobreviveram à prisão, sendo libertados em 1869.
A captura do Marquês de Olinda desencadeou ações que levaram ao início da Guerra do Paraguai, ainda que a verdadeira origem do conflito seja motivo de divergência entre historiadores. Após este evento, a embarcação foi convertida em navio de guerra e participou nas ações da invasão do Mato Grosso e da Batalha Naval do Riachuelo. Nesta última, o vaso sofreu um abalroamento por parte da fragata brasileira Amazonas e o deixou encalhado. Após a batalha, o Marquês de Olinda foi desmantelado e incendiado.

## Contexto

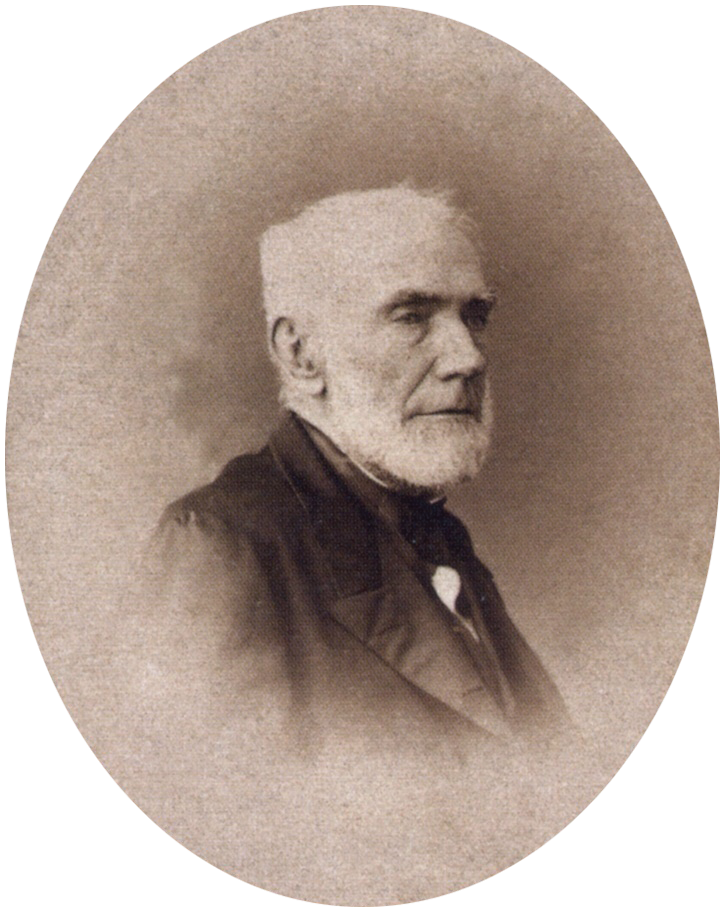
Marquês de Olinda em 1860. Em sua homenagem, o navio recebeu o nome do seu título nobiliárquico.

### O navio
O Marquês de Olinda foi construído no Estabelecimento de Fundição e Estaleiros da Ponta d'Areia, em Niterói, no final da década de 1850. Era feito de madeira, impulsionado por rodas laterais e mastros. Possuía um baixo calado, adequado para a navegação fluvial, tinha um deslocamento de 180 toneladas e um motor a vapor de 80 hp. O navio foi comissionado em 8 de novembro de 1859 e seu primeiro capitão foi o Segundo-Tenente João Frederico Berrizo. Seu nome era uma homenagem ao ministro, regente e presidente do Conselho Imperial Pedro de Araújo Lima, o Marquês de Olinda. A primeira viagem ocorreu em 27 de novembro daquele ano, na rota Montevidéu-Corumbá-Montevidéu. Nesta viagem, levou cerca de 70 passageiros de várias nacionalidades. Mais tarde, o vaso faria esta viagem oito vezes por ano.
Com as companhias Bernal & Cárrega, primeiro, e G. Matti & Cia, posteriormente, entre 1860 e 1862 realizou a rota entre a cidade de Buenos Aires e Corumbá sob comando de Berrizo, com escalas em San Nicolás de lós Arroyos, Rosario, Paraná, Corrientes e Assunção. Mais tarde passou a compor o quadro de embarcações da Companhia de Navegação do Alto Paraguai, ainda em 1862. Já no Rio da Prata, também chegou a Montevidéu para transferência exclusiva de passageiros. Em 1863, sob comando de Hipólito Betancour, ampliou seu serviço para a cidade de Cuiabá, a cerca de 660 quilômetros de Corumbá, totalizando um percurso de viagem de aproximadamente três mil quilômetros. Na ocasião do aprisionamento, o navio brasileiro era comandado pelo Primeiro-Tenente reformado do Corpo da Armada Manoel Luiz da Silva Souto. Esta foi a segunda viagem sob seu comando, e este trazia como escrivão Antonio Fernando Póvoas e mais 42 tripulantes; dois oficiais Exército Imperial e cinco da Armada dentre eles.

### Histórico
Havia discordâncias entre o Brasil e o Paraguai, ainda que de maneira pacífica, sobre a navegação dos rios e quais eram os limites territoriais dos dois países. Para o primeiro, era de suma importância a livre navegação do rio Paraguai, uma vez que era o meio mais prático de se atingir a longínqua província de Mato Grosso. Do Rio de Janeiro até Cuiabá, navegando pelo rio, demorava-se em torno de 18 dias; por terra, apesar de mais perto, levava-se meses devido aos diversos obstáculos naturais ao longo do caminho. O Paraguai estava ciente disso e usava tal situação para levantar litígios sobre questões limítrofes, relativas a um território ocupado por brasileiros e situado à margem esquerda do Rio Paraguai, entre os Rios Apa e Branco. Mesmo tendo tais desentendimentos, nunca houvera consequências graves ou qualquer conflito. Também, o governo brasileiro tinha como prioridade não permitir a união paraguaia com a Confederação Argentina, que lhes causava muitos problemas devido à sua grande instabilidade política.
Tal período de discordância pacífica entre brasileiros e paraguaios terminou com a morte do presidente Carlos López; por conseguinte, seu filho, Francisco Solano López, assumiu a presidência e logo ampliou a política externa do país, iniciando conversações com o general argentino Justo José de Urquiza, que liderava a província de Entre Rios, e com o Partido Blanco do Uruguai. Tais conversações, se bem sucedidas, facilitariam o acesso ao mar pelo Paraguai. Após o ultimato brasileiro ao Uruguai, para que esses países garantissem que chegariam rapidamente a um acordo que resolvesse as reivindicações do Brasil e garantisse a segurança dos cidadãos brasileiros no Uruguai, o que não ocorreu, em 1864 o Império iniciou uma intervenção militar no país. Ao saber disso, López imediatamente enviou um ultimato, que foi ignorado, ao Brasil. Apesar disto, não se esperava que o Paraguai pudesse tomar alguma ação que levasse à guerra entre as duas nações; pelo contrário, as correspondências trocadas pelos ministros brasileiros acreditados em Assunção e Buenos Aires, e outras que chegavam ao Paraguai, escritas na sequência da ocupação brasileira do Uruguai, não faziam alusão à mudança de relacionamento entre os dois governos.

### Guerra do Uruguai

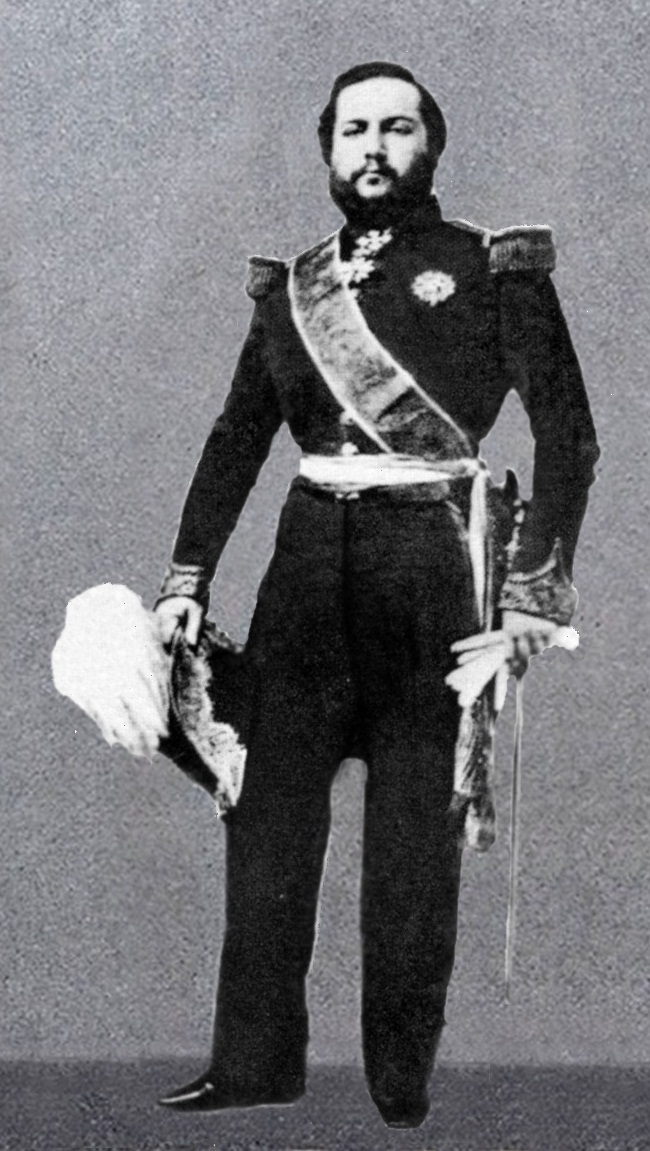
Francisco Solano López, por volta de 1864

Em julho de 1864, Antonio de las Carreras, dirigente do Partido Blanco, esteve com López com o objetivo de conseguir garantias do paraguaio, que possuía um grande e bem organizado exército, de que se envolveria na guerra em favor da República do Uruguai. López já havia prometido anteriormente que garantiria a independência daquele país em caso de interferência externa. Carreras retornou ao seu país com a promessa do presidente paraguaio de que os ajudaria. Logo que chegou, assumiu importantes cargos no governo, como o de Montevidéu e outros três importantes departamentos, apenas para sua decepção. A prometida ajuda paraguaia nunca chegou, e se limitou a uma nota de protesto junto ao governo argentino em 30 de agosto. Carreras, porém, não desistiu de conseguir alguma ajuda de Solano López e, com o suporte de Vasquez Sagastume, ministro uruguaio residente em Assunção, tentou persuadi-lo a tomar alguma atitude de hostilidade, empregando seu numeroso exército em ações que desviassem a atenção do inimigo no Uruguai.
Os uruguaios não mediram esforços para estimular López a provocar algum incidente, não importando como, desde que os paraguaios agissem de maneira hostil ao invasor do Uruguai. Sagastume conhecia as fraquezas do ditador paraguaio, que gostava de ouvir elogios, e, à vista disso, não economizou elogios exagerados sobre seus grandes feitos como guerreiro, afirmando que desde criança já tinha demonstrado grande talento na área militar, sem este ter participado de qualquer luta ou se aproximado de algum campo de batalha. Afirmava também que o Paraguai tinha um poderoso exército, capaz de lançar uma grande ofensiva ao Brasil, tomar muitas cidades e territórios, ameaçar destruir o império e levar Pedro II a concordar com termos de paz que lhe fossem convenientes. Tais elogios só não se comparavam às ilusões que o próprio López cultivava.
Solano López já havia deixado escapar que tinha ambiciosos projetos para seu país. Ele sabia da revolução que foram os navios monitores e encouraçados na Guerra Civil Americana, e que o Brasil e a Argentina não dispunha de tais vasos. Também afirmava que estava trabalhando para adquirir estas invulneráveis armas navais, e que pediria autorização ao congresso de seu país para contrair um grande empréstimo, a fim de negociar a aquisição desses navios na Europa. Uma vez obtidos, imaginava ter caminho livre para atacar Buenos Aires e Montevidéu e colocar o vale do rio da Prata de joelhos, e, de lá, atacar o Rio de Janeiro e ditar os termos de rendição de D. Pedro II. A guerra do Uruguai atrapalhou seus planos, pois ainda não estava pronto para envolver-se em uma guerra; ele não havia encomendado os navios por ainda não ter contraído o empréstimo, além de não ter fortalecido algumas posições defensivas no rio Paraguai, como a Fortaleza de Humaitá, e não ter recebido grandes quantidade de armamentos que efetivamente encomendara.
O governo uruguaio, impaciente pela demora do Paraguai em agir, enviou àquele país vários agentes, em missão não oficial, para urgir imediata ação e informar se López estava realmente se preparando para a guerra. Entre eles estava um coronel de nome Laguna e um agente chamado Juan J. Souto, que tinham grande intimidade com López e mantinham correspondência com ele. Souto informava ao governo uruguaio que as atitudes do líder paraguaio eram incertas e indecisas, mas logo surgiu uma oportunidade de incita-lo a decidir-se.

## O aprisionamento

### Espionagem
A notícia da invasão brasileira da Banda Oriental, em 14 de outubro de 1864, chegou em poucos dias a Assunção. Nenhuma ação por parte dos paraguaios ocorreu de imediato, e nada poderia sugerir alguma interrupção no seu relacionamento com o Brasil. Em 9 de novembro, o vapor brasileiro Marquês de Olinda navegava no rio Paraguai, se aproximando do Forte de Humaitá, em sua viagem regular para a província de Mato Grosso. Desconhecedor de qualquer perigo, e após as saudações de praxe ao forte, o navio brasileiro reiniciou sua viagem para Corumbá. No dia 11 de novembro, o Marquês de Olinda atracou no porto de Assunção e iniciou os procedimentos de rotina, como a rápida distribuição dos correios e a necessária reposição do carvão. Às treze horas do mesmo dia, o vapor retomou viagem para Mato Grosso.
Neste dia, o mariscal Solano López encontrava-se no acampamento de Cerro León, a cerca de 56 quilômetros da capital paraguaia. Ele havia sido informado, em carta entregue na manhã deste dia, que o Marquês de Olinda e o Amazonas transportavam o novo presidente da província de Mato Grosso, junto com um importante engenheiro militar, e muitas armas e uma carga valiosa. O agente Souto, que lhe entregara a carta, o aconselhou a apoderar-se dos dois navios. Por alguma razão, o Amazonas não participou desta viagem, tendo o Marquês de Olinda navegado sozinho. A carta que López recebera fora enviada do próprio Marquês de Olinda.

### A captura
Após receber a informação, López enviou a ordem, ainda no início da tarde daquele mesmo dia, por trem, de que o vapor Tacuarí partisse em busca do navio brasileiro, com instruções de capturá-lo à força, se necessário. Apesar do vapor paraguaio ser o navio mais rápido atracado no porto de Assunção, não tinha combustível para imediatamente realizar a ordem. Perderam-se várias horas no abastecimento de carvão e perto do fim, sofreu uma avaria em um dos tubos da caldeira. O navio só partiu no início da noite.
Era por volta das 06h30min do dia 12 de novembro, quando membros da tripulação do Marquês de Olinda avistaram uma coluna de fumaça que aumentava gradativamente e que logo identificaram ser o navio paraguaio destinado a capturá-los. O Tacuari disparou um tiro de aviso para que o vapor brasileiro parasse e ao ultrapassá-lo, ficou à frente da proa. Por ser mais rápido, o navio paraguaio e mais alguns botes armados alcançaram-no antes de atravessar a fronteira paraguaia, na região de Potrero-Poña, ao sul de Concepção a 66 quilômetros de Assunção. Após pararem o Marquês de Olinda, um escaler do Tacuari levou um ofício ao comandante Manoel Luiz da Silva Souto que “ordenava o immediato regresso a Assumpção e, no caso de resistência, ser posto sob os fogos do corsário o navio apresado”. O comandante brasileiro analisou o documento e decidiu se reunir com os passageiros para expor o que estava ocorrendo. Ao analisarem a situação, ficou claro que uma resistência era impossível e elaborou-se um ofício de protesto que foi enviado ao comandante paraguaio, porém foi recusado. O capitão do Tacuari disse que não tinha autorização para receber papéis e que o capitão brasileiro cumprisse as ordens do governo paraguaio. O vaso brasileiro virou de bordo e desceu o rio escoltado pelo vaso paraguaio, e atracou no porto de Assunção na noite daquele mesmo dia.
No dia seguinte, dois escaleres se atracaram ao navio e um oficial com alguns sentinelas, subiram a bordo e procuraram o comandante Souto para dizer que "fariam companhia para eles". Os sentinelas paraguaios se espalharam pelo navio. No dia 17, uma comissão criada pelo Ministério da Guerra e Marinha do Paraguai, composta pelo Coronel Francisco Wisner de Morgenstern, José Falcón e mais um membro de nome não registrado, subiu a bordo do navio para examinarem a correspondência que a embarcação transportava, com a justificativa de que deveriam saber o que tinha que fosse conveniente para causa pública paraguaia. Na verdade, a comissão revistou as bagagens de todos os tripulantes e passageiros, revirando inclusive o depósito de carvão, o que causou certa animosidade entre um oficial brasileiro e Falcón. Foram confiscados 400 contos de réis pertencentes ao Império do Brasil e 8 contos de réis da companhia de navegação a qual o Marquês de Olinda pertencia, além de alguns pertences dos passageiros. Ao analisar o que fora revistado, Solano López teria ficado decepcionado, pois não haviam as armas ou a carga valiosa, segundo o informe de seu agente. E o dinheiro recolhido perdeu seu valor, quando a notícia do confisco chegou ao Brasil. Ninguém a bordo teve permissão de se comunicar com qualquer pessoa em terra. O ministro brasileiro acreditado em Assunção, ao ficar ciente do ocorrido, solicitou explicações ao governo paraguaio, pelo que recebeu a resposta junto com uma nota do diplomata paraguaio José Berges, que formalmente declarava que as relações diplomáticas entre os dois países haviam cessado, pelo fato do império ter invadido o Uruguai.
Os oficiais brasileiros começaram a serem desembarcados para interrogatório. Após que foram levados a um vapor paraguaio para serem novamente interrogados. Aos brasileiros perguntavam-se se eles não sabiam do protesto de 30 de agosto daquele ano; se não sabiam da entrada de forças brasileiras no Estado Oriental; se levavam alguma instrução particular do governo brasileiro; por fim, como se atreviam a passar pelas águas do Paraguai, sabendo destas coisas; e se não temiam da guerra que estava declarada ao Brasil. A resposta era quase sempre a mesma: sabia-se que o Brasil havia invadido o Uruguai pelas notícias em jornais; que estavam indo tomar posse de suas novas obrigações, e que não faziam ideia de que havia uma declaração de guerra. Entre os tripulantes se achava o recém-nomeado presidente da província de Mato Grosso Frederico Carneiro de Campos e um engenheiro militar. Todos foram mantidos prisioneiros e a esmagadora maioria dos oficiais brasileiros nunca mais retornaria ao Brasil. Em um primeiro momento, apenas os engenheiros de outros países e a legação brasileira foram libertados. Após aprisionarem o navio, os paraguaios enviaram os prisioneiros para barracas montadas próximo ao rio Paraguai e depois os enviaram para o interior do país, e a maioria morreu vítima de tortura e fome. Ainda assim, alguns sobreviveram.

### Ilegalidade
A fim de dar uma aparência de regularidade à captura do Marquês de Olinda, uma Corte do Almirantado foi improvisada para decidir sobre a legalidade da ação. Os trabalhos da corte nunca foram publicados, e acredita-se que os membros dela não faziam ideia do que representava esta corte. Nem mesmo a parte prejudicada teve algum representante, seja oficial, tripulante ou passageiro. Ao público, apenas foi publicado, no jornal El Semanario, que a tomada do vapor havia sido julgada por uma Corte, e que esta condenou o vaso como preço de guerra.
A Corte presidida por D. Andrés Gill, revelou-se uma completa farsa. Pelas leis paraguaias, todos e quaisquer casos estavam sujeitos ao apelo do presidente e o julgamento foi apenas para dar face legal às determinações de López. Todos os passos tomados, no caso da captura do vapor brasileiro, seguiram ordem direta de López e que se algum membro da Corte protestasse quanto à legalidade do processo, sofreria sérias consequências. O aprisionamento do navio e seus tripulantes violaram todas as normas da guerra moderna, agravado pela insistência de que tinham direito de fazê-lo.

## Destino dos tripulantes e passageiros

### Primeiras prisões

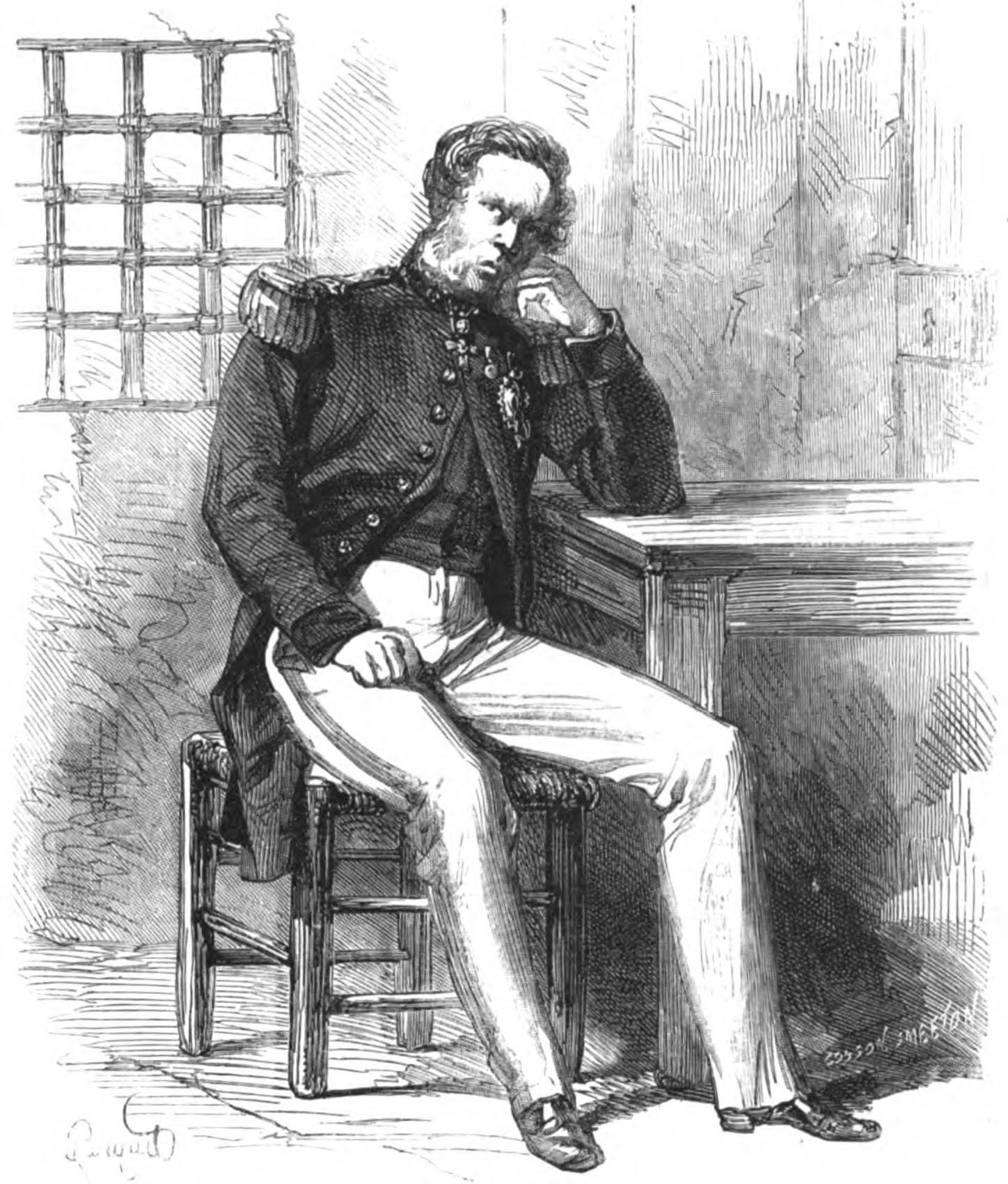
O Coronel Carneiro de Campos mantido prisioneiro por López (L'Illustration nº 1 119, 1866).

O navio brasileiro foi incorporado a Armada Paraguaia e todos os passageiros e tripulantes brasileiros foram aprisionados, incluindo o presidente do Mato Grosso e sua comitiva. Em Assunção, o diplomata norte-americano Charles Ames Washburn imediatamente alertou o presidente Solano López sobre as sérias consequências de se manter preso um ministro de estado. Para não ter atritos com os Estados Unidos, López decidiu libertar a legação brasileira no dia 29 de novembro, porém manteve preso o presidente do Mato Grosso e o resto da tripulação e passageiros brasileiros. O destino destes, considerados prisioneiros de guerra revelou-se ser dramático. Todos os oficiais abordo foram enviados a prisões em terra e sofreram o pior tratamento dispensado a prisioneiros.
Além dos passageiros, o vapor levava os seguintes oficiais: o Presidente Frederico Carneiro de Campos, Oficial do Corpo de Comissários da Armada João Coelho de Almeida, Capitão Primeiro-Cirurgião Dr. Antônio Nunes da Cruz, veterano da Campanha contra Oribe e Rosas (1851-1852) e estava em trânsito para ocupar o cargo de 1.º Cirurgião do Hospital Militar de Cuiabá, Fiel de Segunda Classe do Corpo de Oficiais de Fazenda da Armada Antonio Joaquim de Paula Reis, o capitão Manoel Luiz da Silva Souto, os Sota-Pilotos José Antônio Rodrigues Braga e João Clião Pereira Arouca, o Primeiro-Tenente do Corpo da Armada Agnelo de Faria Pinto Mangabeira e o Oficial de Descarga da Alfândega de Cuiabá José Vicente Bueno de Sampaio. Todos foram torturados e enviados a várias prisões no país como o Quartel da Ribeira, Capela de San Joaquín, Villeta, Humaitá, Vila do Pilar, Porta do Boqueirão e Passo Pucu.
No dia 13 de dezembro de 1864, Pedro Inácio Meza, comandante da armada paraguaia, aprisionou o capitão, passageiros e tripulantes do navio. Os oficiais foram levados para o Quartel da Ribeira, em Assunção. No dia 31, todos os tripulantes foram libertados e seguiram em uma escuna rio abaixo. Apenas os oficiais brasileiros continuaram encarcerados. A 1 de janeiro de 1865, um oficial paraguaio propôs aos brasileiros um local mais adequado, na capela de San Joaquín, para permanecerem, desde que se comprometessem, por escrito, a não tentarem fugir de lá, além de uma oferta de meio soldo a todos. Os prisioneiros aceitaram o primeiro acordo, mas recusaram o soldo, visto que era proibido pelo governo imperial. A 9, os brasileiros foram escoltados até a estação férrea de Assunção e viajaram até Pirayú. De lá, seguiram para San Joaquín a cavalo, sempre com estrita vigilância de guardas. Nesta prisão, os brasileiros foram muito bem tratados.
Embora o escritor Schneider tenha afirmado que ninguém a bordo do Marquês de Olinda, após ser capturado, tenha sobrevivido à guerra, além dos já libertados, João Coelho de Almeida, irmão do tenente-coronel Antônio Maria Coelho, comandante das forças imperiais que participaram da ação conhecida como Retomada de Corumbá, e João Clião Pereira Arouca escaparam com vida após as privações e horrores que passaram nas prisões paraguaias, ente 1864 e 1869. Ambos descreveram em cartas e artigos os difíceis momentos que passaram junto com seus companheiros.

### Maus tratos e privações
Os oficiais brasileiros permaneceram em San Joaquín até o fim de novembro de 1865, quando foram enviados para um novo local, em Villeta, ao sul, na margem esquerda do rio Paraguai. A viagem foi difícil para alguns oficiais, que chegaram no dia 1 de dezembro. Ali iniciou-se os maus tratos. Porém, permaneceram por pouco tempo e embarcaram no vapor Iporá, que levou-os para Humaitá no mesmo dia. Todos, à exceção de Caneiro de Campos, estavam acorrentados nos pés e só foram soltos quando chegaram ao novo local. Lá, não receberam alimento. Ao relento, ainda a bordo do navio, os brasileiros sofreram com as privações, até 14 de março de 1866 quando foram transportados para Vila de Pilar. Neste meio tempo, ocorreu a primeira morte entre os prisioneiros: o Oficial de Alfandega Bueno de Sampaio, que veio a falecer no dia 28 de janeiro. Segundo João Clião Pereira Arouca, o fiscal morreu em agonia: “um vomito de sangue coalhara, de súbito, sobre as águas do Paraguay; (...) expirava ... Uma febre maligna (...) delirando, morria ... E morreu ali, no passadiço, verde como os tremedaes da terra maldicta que pisára”. Acredita-se que a descrição de Arouca foi possivelmente as primeiras manifestações de uma infecção bacteriana ou talvez mesmo de uma úlcera gástrica. Os paraguaios, temendo que a doença de Sampaio pudesse ser contagiosa, desembarcaram-no ainda com vida, mas não se sabe se recebeu algum tratamento. Em 14 de março, os oitos brasileiros navegaram até a Vila do Pilar, e após desembarcarem, foram aprisionados em uma sala, e lá permaneceram até fins de maio e começo de junho. Antes de serem retirados de Pilar, os oficiais ouviram sons de bombardeio, e os paraguaios apressadamente embarcaram-lhes em carroças e rumaram para a região chamada de Porta do Boqueirão.
Porta do Boqueirão era uma pequena propriedade particular em um local desabitado que servia como posto militar. Arouca descreveu o lugar com “grandes charcos de aguas estagnadas; mais ao longe, um banhado, marginado de arvores bravas; e ao lado – velho chiqueiro abandonado que servira de abrigo ao rebanho de magras ovelhas do antigo proprietário”. O local onde foram abrigados era um telheiro improvisado, onde fizeram o possível para melhorá-lo. Os oficiais sofreram ainda mais com a fome e sede. Eles recebiam alimentos de 24 em 24 horas e pouquíssima água potável. Para saciarem a sede, bebiam do líquido verde do pântano próximo, o que agravou o estado de saúde deles. Foi quando ocorreu a segunda morte, a do oficial da armada Antonio Joaquim de Paula Reis, que fora enterrado pelos seus companheiros. Segue o relato de Arouca: [Ele foi] “vitimado por febres perniciosas”, que estava “horrorosamente magro”, e que, “sob a pele amarelenta, destacava-se a ossaria encarquilhada; os maxilares avançavam como duas mandíbulas enormes naquele rosto esquelético, de uma lividez de cadáver”. Que seus olhos estavam fundos, “sem brilhos, amortecidos, e ás vezes fixos nalguma visão longínqua, que o delírio desenhava na tela de seu cérebro doente”, e que em uma tarde “numa ânsia indefinível, as mãos crispadas, vidrento o olhar, morreu”.

O médico Antônio Antunes da Luz fez o que pode para tratar das moléstias que acometiam seus companheiros. Vez por outra, procurava ao redor da prisão plantas e raízes que tivessem propriedades terapêuticas. Em certa ocasião, Luz descobriu um pequena caixa em seu casaco que continha grânulos homeopáticos, e os deu a Arouca, que padecia de febre. Segundo ele, foi o que lhe salvou a vida, ainda que pareça pouco provável que seja isso que o fez melhorar. Os brasileiros permaneceram em Boqueirão por dez meses, até serem enviados para outro local, Paso Pucú.

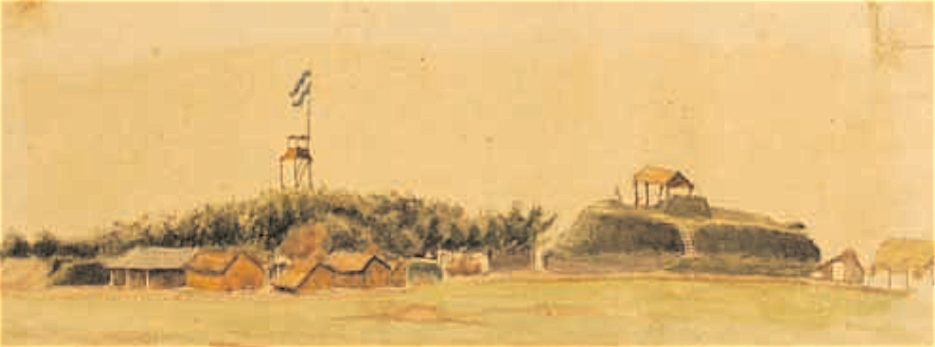
Quartel General de Solano López em Paso Pucú. Foi nesta região que ocorreram as cinco últimas mortes do grupo de prisioneiros brasileiros (Ilustração de José Ignacio Garmendía, em 1890).

Em março de 1867, os sobreviventes chegaram a Paso Pucú, situado próximo a linha fortificada de Curupaiti, em uma vigem muito custosa. Esta região passaria se tornar o Quartel General de Solano López. Devido ao estado ruim de saúde dos brasileiros e à magreza dos animais, quando chegaram mal podiam andar. O local era um conjunto de calabouços, os quais os alojamentos eram revestidos de couros e peles recobertos. Havia vários soldados brasileiros aprisionados e também paraguaios condenados por qualquer falta. Esta instalação servia para trabalhos forçados, além dos prisioneiros também serem forçados a faxinar o local. A saúde de Carneiro de Campos estava tão deteriorada que mal conseguia segurar a vassoura, quando a tarefa da faxina lhe era imposto. Mesmo com outros se voluntariando para realizar a tarefa no lugar dele, os sentinelas não permitiam. Diariamente haviam execuções por fuzilamento, incluindo a de brasileiros, não importava a patente. Muitos ainda estavam vivos, e em agonia, quando eram enterrados juntos aos mortos.
Em uma ocasião, Souto e Mangabeira encontravam-se agrilhoados por terem cometido alguma falta, e um oficial prometeu soltá-los se assinassem uma declaração que dizia que ambos eram muito bem tratados e que nunca lhes faltara nada. Obviamente tratava-se de uma inverdade. Ainda assim, os dois assinaram o documento e foram soltos dos grilhões. Tudo indica que os superiores desse oficial paraguaio não concordaram com a proposta, e este foi fuzilado. Mangabeira era o que mais reclamava das condições que estava passando, e em certo momento discutiu com o cabo que os fiscalizava. Como resultado, voltou a ser preso e passou a noite algemado, apenas para o dia seguinte ficar com as mãos extremamente inchadas. Logo a comida parou de ser fornecida e os brasileiros passaram a alimentar-se do couro que revestia o alojamento e de ervas que encontravam. Desesperados, eles passaram a entregar seus pertences de valor, como ouro, aos paraguaios em troca de algum alimento.

### Últimas mortes
Paso Pucú foi o local onde ocorreram as últimas mortes do grupo, a começar pelo Presidente do Mato Grosso Frederico Carneiro de Campos. Segundo Arouca, o presidente, ao saber da suposta derrota brasileira na Segunda Batalha de Tuiuti, em 3 de novembro de 1867, adoeceu, principalmente devido as moléstias das quais padecia, e veio a falecer no mesmo dia. Foi enterrado sem o uniforme, para cumprir seu último desejo. Os paraguaios, ao saberem de sua morte, vieram e pilharam todos os seus pertences. Em 4 de dezembro foi a vez do médico Antunes de Luz sucumbir a morte. A respeito disso, Arouca disse que “esgotados os seus específicos, em vão procuraria salvar-se (...) E veio a morrer de fome! ... Deram-lhe por mortalha um couro do calabouço... aquele mesmo couro que ele tantas vezes roera, faminto, bestializado pelas exigências do estômago...”.
No dia 31 de dezembro, faleceu o capitão do Marquês de Olinda Manoel Luiz da Silva Souto. Desesperado devido a fome, o capitão começou a comer impulsivamente algumas pimentas vermelhas que foram encontradas por outro brasileiro. Imediatamente suas pernas se dobraram e Souto caiu ao chão em convulsões. Seus companheiros tentaram reanimá-lo, jogaram água em seu rosto, mas não resistiu. A 4 de janeiro de 1868, o piloto José Antônio Rodrigues Braga começou a delirar. Dizia frases sem sentido, começou a uivar como se fosse um cão, xingou, blasfemou, praguejou, afirmou estar pilotando um navio em meio a um temporal, após que expirou e morreu. O último oficial que veio a falecer foi o Primeiro-Tenente Agnelo de Faria Pinto Mangabeira, em 21 de janeiro. Como se pressentisse sua morte, Mangabeira “conversou toda a manhã; narrou aos companheiros, com minudencias, sua vida passada; e disse, os olhos marejados de pranto, que era casado e deixava filhos”, e lembrou-se de seus pais. Pediu aos companheiros que “Se algum de vocês escapar, conte aos meus que morri pensando neles...”. Mangabeira deitou-se e morreu enquanto dormia. O dois únicos sobreviventes, João Coelho de Almeida e Arouca, passaram a sofrer ainda mais na prisão, visto que eram obrigados a fazerem serviços em um momento em que já não tinham forças para realizá-los. No dia 16 de fevereiro, foram encaminhados novamente para Humaitá.
A transferência dos prisioneiros de volta a Humaitá, concluída no dia 18, se deu no período em que a Armada Imperial ultrapassava esta fortaleza, e talvez os paraguaios já soubessem desta ação. Com o intuito de minar a operação naval da armada, os prisioneiros foram movidos para lá em uma tentativa de constrangê-los. No local estavam vários soldados brasileiros capturados em batalhas anteriores, inclusive o diplomata Amaro José dos Santos Barbosa, que agonizava sobre um couro de boi. Um mês depois, os dois brasileiros foram transportados para Timbó, ao norte, margem direita do Rio Paraguai, no vapor Igurey. Sob muita chuva e lama, foram levados até Monte Lindo para depois atravessarem o rio novamente, e caminharem até San Fernado, onde permaneceram por três meses, até finalmente marcharem para Lomas Vantentinas, totalizando um percurso de 150 quilômetros, feitos a pé, desde Timbó.
Os sobreviventes do Marquês de Olinda sempre estavam acompanhados de outros presos brasileiros, e segundo Almeida, todos os dias ocorriam mortes daqueles que não podiam acompanhar a marcha, incluindo subordinados de López como o Coronel Paulino Allén, morto nas cercanias de Villeta, ex-ministros, como José Berges e mesmo parentes do marechal presidente, como seu irmão Benigno. Assim como estes últimos, Almeida e Arouca também foram sentenciados à morte. No dia 26 de dezembro, ambos aguardavam a execução, quando inesperadamente ouviram a seguinte declaração de um soldado paraguaio: "Usted tivero suerte; carahy Supremo les perdona". Entre os dias 25 e 26, diversos outros foram libertados, talvez para que se liberasse soldados para compor as fileiras que combatiam. Ainda assim, Almeida e Arouca permaneciam presos, e em 1 de janeiro de 1869, iniciaram a marcha para o novo cativeiro, desta vez em Cerro León.

### Últimos cativeiros, liberdade
A viagem para Cerro León, trajeto de cerca de 40 quilômetros, foi sob fortes chuvas e o sol escaldante, além dos constantes açoites e outros tipos de agressões. Quando chegaram, encontraram mais brasileiros presos, capturados em Corumbá, e argentinos, presos quando da invasão de Corrientes, em um total de 500 pessoas, empilhadas e agrilhoadas. A prisão era uma das grutas existentes no sopé das Cordilheiras. Todos eles morreram de fome, a exceção de dois que foram fuzilados. Os dois brasileiros permaneceram pouco tempo neste lugar, e marcharam para Ascurra, cerca de 10 quilômetros ao norte de Cerro León. Assim como em outras marchas, esta foi muito custosa devido ao tempo, as agressões e a fome, que os obrigava a comerem o que encontrassem pelo caminho. Ao chegarem em Ascurra, foram enviados para trabalharem na plantação de milho e feijão. Esta local era usado para atender o fornecimento de alimentos para o exército paraguaio, o que permitiu que os prisioneiros saciassem sua crônica fome. Ficaram por cerca de três meses. Teria sido o melhor período desde a sua captura em novembro de 1864.
Almeida e Arouca partiram novamente, desta vez para Peribebuy, 15 quilômetros ao sudeste de Ascurra, no final do mês de março, e a fome voltou a atingi-los. Eles acamparam nas cercanias de Peribebuy e ficaram por cinco meses. Neste meio tempo, teriam presenciado uma das mais terríveis matanças ordenadas por Francisco Solano López. No dia 31 de maio, o presidente paraguaio, irritado ao descobrir que bandeiras paraguaias estavam alçadas ao lado das bandeiras aliadas, o que indicava que haviam paraguaios lutando contra ele, ordenou o lanceamento e fuzilamento de cerca de 400 prisioneiros, como forma de resposta ao que presenciara. Enfileiravam-se os prisioneiros e um oficial paraguaio com os nomes dos condenados, perguntava ao prisioneiro o nome, nacionalidade e data de apreensão. Para alguns era dito "Siga!" e para outros "Fique!". Na vez de Almeida e Arouca, foi-lhes dito para ficar. Descobriu-se que os que recebiam o "Fique!" foram os que se salvaram. Entre os mortos haviam pessoas de várias nacionalidades, incluindo portugueses e italianos. Ao fim de cinco meses, novamente iniciaram marcha, para Caraguatay. Durante o caminho, eles chegaram a cerca de 16 quilômetros da região de Campo Grande no dia 16 agosto, onde puderam ouvir o som da Batalha de Acosta Ñu, batalha com a participação maciça de crianças paraguaias, que López utilizou como soldados para atrasar o avanço dos aliados e possibilitar sua fuga.
Antes de se aproximarem do destino, no dia 17, os soldados de escolta de prisioneiros começaram a se espalhar pela região, por desviarem dos avanços das tropas aliadas. Nesta confusão, em 18 de agosto, a escolta que acompanhava Almeida, Arouca e um tenente argentino de nome Vicente D. Constantino, parou próximo a um riacho afluente do Rio Piribebuy. O oficial paraguaio notou a presença de tropas brasileiras nas proximidades e decidiu libertar os prisioneiros e partir da região. Esgotados da caminhada, os três prisioneiros decidiram passar a noite onde estavam e buscar os aliados no dia seguinte. O medo os afligiram por estarem dentro das linhas inimigas, mas não impediu de procurarem os soldados da tríplice aliança. Neste trajeto, encontraram nove soldados paraguaios, que após um período de tensão, são informados de que este grupo desejava ir a Caraguatay para se renderem, pois souberam que os aliados estavam tratando bem seus prisioneiros. Este grupo misto de brasileiros, argentino e paraguaios, prosseguiram juntos até encontrarem um afluente do Rio Manduvirá. Ao atravessarem por uma rústica ponte, o grupo encontrou dois cavaleiros da Guarda Nacional do Rio Grande do Sul, e após os brasileiros se identificarem, responderam: “Sede bem vindos aos braços de vossos irmãos! Segui; ao voltardes àquela curva, encontrareis um destacamento que vos dará gasalhado [sic]”. Era o fim das terríveis experiências com as quais passaram.
Após um período de descanso e interrogatório, os dois únicos sobreviventes brasileiros partiram para Assunção em 24 de agosto. Lá, Almeida redigiu seu relatório sobre os acontecimentos e, com Arouca, informou ao Conselheiro José Maria da Silva Paranhos sobre o que ocorrera com Carneiro de Campos. Receberam três meses de soldo para compra de uniformes e alimentos e, logo após, embarcaram no Transporte Marcilio Dias com destino ao Rio de Janeiro, onde chegaram em 15 de setembro de 1869.

## Consequências

### Guerra do Paraguai
Em 30 de agosto de 1864, o governo paraguaio enviou um ultimato ao Império do Brasil: “(...) o governo da República do Paraguai considerará qualquer ocupação do Território Oriental por forças imperiais... como atentatória ao equilíbrio dos estados do Prata, que interessa à República do Paraguai como garantia de sua segurança, paz e prosperidade, e com protesto da maneira mais solene contra tal ato, eximindo-se de responsabilidade por acontecimentos ulteriores à presente declaração”. Esta hostil informação só chegou ao Brasil em 19 de outubro, e a partir de então se iniciou os preparativos para a defesa de Mato Grosso. O ultimato foi reafirmado em notas enviadas nos dias 3 e 4 de setembro, assumindo o perfil de estopim da guerra do Paraguai, bastando apenas de um motivo para que fosse acionado.
Ao aprisionar o Marquês de Olinda, Solano López concluiu que o Brasil estava determinado a fazer guerra contra seu país. Um fator, que na sua opinião, corroborava com seu raciocínio foi o conhecimento de que o Amazonas e mais dois navios de guerra brasileiros estavam navegando o rio Paraguai em direção a Mato Grosso, transportando armamento, caracterizando uma forma de preparativos bélicos. Para López, a guerra era inevitável. Como consequência, o presidente paraguaio iniciou os preparativos para a invasão do Mato Grosso em 15 de novembro, e esta deveria ocorrer o mais rápido possível. E assim se deu.
López planejou a invasão do Mato Grosso em duas colunas. Uma delas, sob o comando de Vincente Barrios, avançaria pelo rio Paraguai, indo em direção até provavelmente Cuiabá. Esta coluna dispunha de 12 peças de raiadas à congreve e mais de mil cavaleiros. A expedição era integrada pelos vapores Tacuari, Paraguari, Igurey, Rio Blanco e Ypora; as escunas Independencia e Aquidabán, o patacho Rosario e os lanchões Humaita e Cerro León. Mais tarde juntaram-se Salto de Guaíra, Rio Apa e o Marquês de Olinda. A força total chegava a 3 200 homens. A segunda coluna era comandada pelo coronel Isidoro Resquín e era composta por 2 500 homens da cavalaria e infantaria. Esta avançou por Bela Vista, Nioaque, Miranda, Coxim e daí, possivelmente, até Cuiabá, que seria atacada pelas duas colunas convergentes. A invasão de Mato Grosso iniciou-se em 27 de dezembro de 1864. A partir de então, desencadeou-se o maior conflito armado da América do Sul, a Guerra do Paraguai, que perduraria por mais de cinco anos, até Solano López ser morto na Batalha de Cerro Corá em 1870.

### Destino do navio

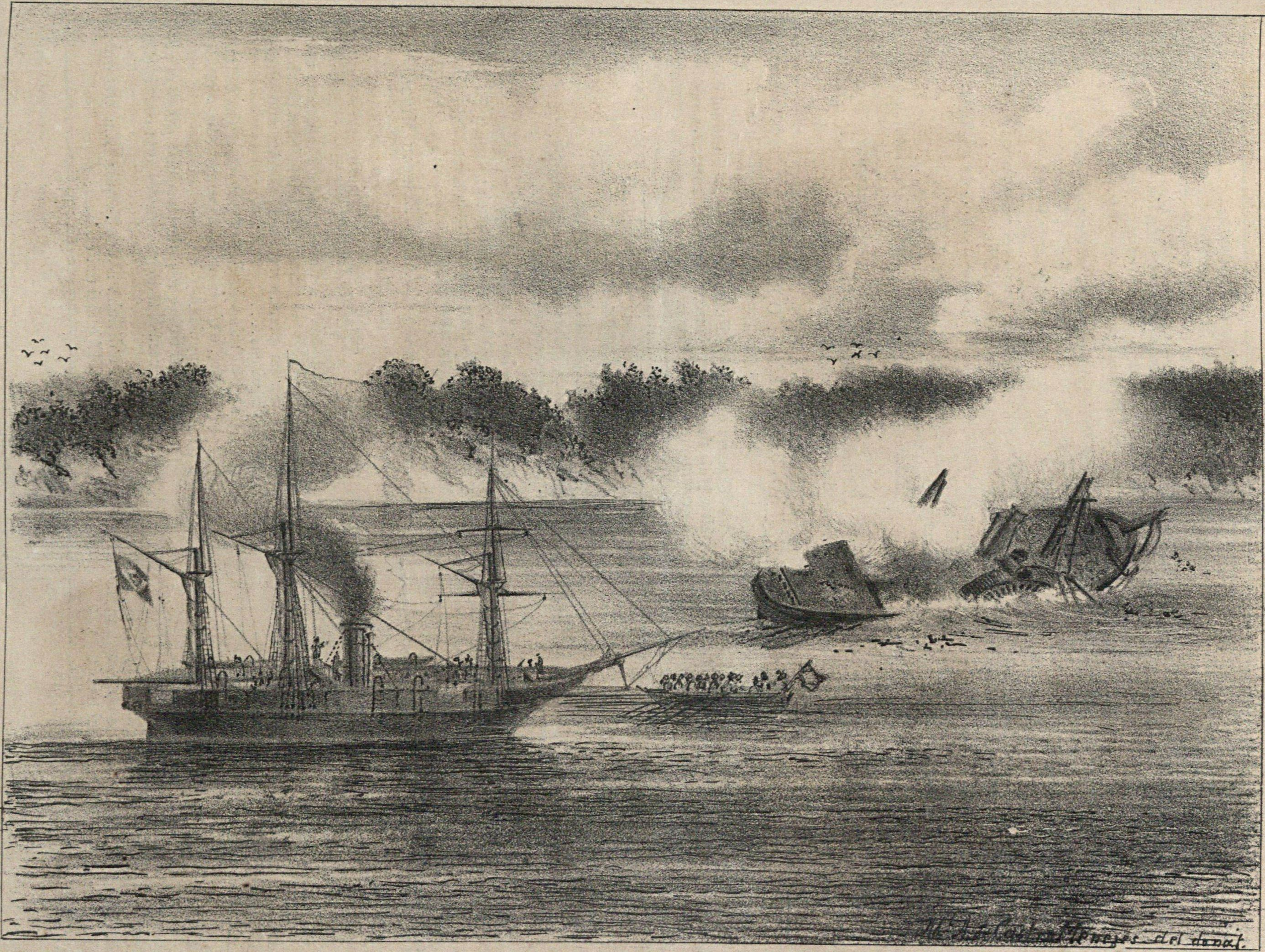
Marquês de Olinda em chamas, após a Batalha Naval do Riachuelo. (Semana Ilustrada, nº 248, 1865)

Após sua captura, os paraguaios o converteram em um navio de guerra, adicionando-lhe 8 canhões. No dia 11 de junho de 1865, o Marquês de Olinda, sob o comando do ten. Robles, foi um dos navios que compôs a frota de ataque aos navios brasileiros, na chamada Batalha Naval do Riachuelo. Na ocasião, o navio brasileiro Parnaíba sofreu abordagem pelos inimigos a bordo de três navios, assim como o Jequitinhonha. Iniciou-se um combate corpo a corpo no convés do Parnaíba, após o Marquês de Olinda vir em auxílio dos seus e abordá-lo com centenas de soldados paraguaios experientes, armados de sabres, machadinhas e revolveres.
Diante da terrível carnificina em que se transformou o convés, vários oficiais brasileiros deram a vida na tentativa de impedir a abordagem. Destacou-se Greenhalgh que conseguiu derrubar um oponente que tentava arriar o pavilhão, perdendo a vida logo em seguida. Pedro Affonso e Maia, defendendo-se, caíram mutilados; Marcilio Dias matou dois de seus adversários, sendo morto a golpes de machadinha. Os paraguaios lograram êxito inicial, após uma hora de combate, tomando o convés até o mastro grande. Os artilheiros, protegidos pelas próprias peças de artilharia, dispararam contra eles incessantemente, apoiados pelo Mearim e Belmonte. Ao primeiro tiro dos navios, os abordantes abandonaram seus companheiros que haviam galgado o Parnaíba.
Num certo momento da batalha o comandante Garcindo percebeu que uma derrota era possível, devido às constantes levas de reforços que incessantemente agrediam o navio. Garcindo chegou a sugerir a seu imediato Felippe Rodrigues Chaves atear fogo ao paiol, para fazer voar o navio em estilhaços junto com o inimigo, o que de fato iniciou a fazer. O escrivão Correa da Silva se voluntariou para tal tarefa, quando acendeu seu charuto. Porém o plano não se concretizou, uma vez que a tripulação, reanimando-se, investiu contra os atacantes que em vertiginoso delírio se batiam á louca, aos gritos de - mata! degola!, enchendo o chão com seus cadáveres. Tentando ajudar seus companheiros, o Marquês de Olinda se aproximou do combate, porém foi impedido pelo Amazonas, anteriormente bombardeando a artilharia costeira de Bruguez, que investiu diretamente contra o navio, fazendo-o encalhar, terminado assim sua participação na guerra.
No dia seguinte, o navio encalhado fora avistado e abordado pelo Araguari, sob o comando do tenente Antônio Luís von Hoonholtz. A bordo haviam 55 tripulantes com vida, além de um maquinista inglês e seu comandante, o tenente Ezequiel Robles, irmão do general comandante das tropas em Corrientes, ferido mortalmente. Ajudado por um oficial paraguaio, Robles entregou cerimonialmente sua espada ao tenente Hoonholtz, morrendo no dia 14 devido aos seus ferimentos. Sua tripulação foi recolhida na mesma data, e o navio fora desmantelado e incendiado no dia 17.